# Manasabal
Manasabal és un llac de Caixmir famós per la seva bellesa. A la seva vora nord hi les restes d'un palau construït per Nur Jahan, esposa de Jahangir. A la rodalia passa la carretera de Srinagar. Mesura 1,5 km d'ample i 5 km de llarg. El llac desaigua al riu Jhelum.